# Nuestra Señora de la Regla
Nuestra Señora de la Regla es una advocación mariana venerada en Lapulapu, Cebú (Filipinas).

## Historia

### Origen
La devoción hacia Nuestra Señora de la Regla fue iniciada por San Agustín, quien por mandato de un ángel talló una imagen de la Virgen la cual se salvó de la destrucción de la ciudad de Hipona en 430. Trece años después de la muerte del santo, el diácono San Cipriano y otros monjes bajo su regla tomaron la imagen y huyeron con ella a España,  donde la talla, acreedora de varios milagros, logró sobrevivir en el siglo viii a la destrucción y al pillaje llevado a cabo por los moros gracias a que fue escondida cerca del monasterio donde era venerada, lo que se tradujo en un aumento en la devoción hacia la Virgen, quien en 1330 se apareció a un canónigo regular de la Catedral de León al que encomendó dirigirse a Cádiz y buscar una cueva donde la imagen había sido escondida para evitar su desaparición; tras excavar en el punto exacto donde se hallaba un árbol el cual una misteriosa bola de fuego le indicó derribar, el monje apartó una roca y descubrió un altar subterráneo con la talla oculta en una caja junto a una lámpara milagrosamente encendida. Desde entonces, la Virgen de la Regla ha sido venerada bajo diferentes nombres: Virgen Libica, Virgen del Sagrario, Estrella de los Mares y La Virgen Morena o Morenita.

### Cebú
La devoción a la Virgen de la Regla llegó a Filipinas en el siglo xviii cuando la Orden de San Agustín tomó el control de la parroquia de Opon, actual Lapulapu, Cebú. Los nativos vieron por vez primera la imagen en 1735, cuando el monje agustino y cura de la parroquia Francisco Avalle les mostró una pintura de la Virgen de la Regla, de la que era devoto, habiendo vivido diez años en el monasterio dedicado a ella en Chipiona, Andalucía (España). Tras oír la historia vinculada a la imagen, los habitantes de Opon escogieron a la Virgen de la Regla como su patrona, disponiendo a su vez la elaboración e instalación de un gran cuadro en el altar de la iglesia parroquial.

### Milagros
Nuestra Señora de la Regla es acreedora de varios milagros. Un residente importante de Opon, Cruz Lauron, sufría de una enfermedad la cual le provocaba vómitos de sangre. Postrado en cama por largo tiempo, cuando Avalle colgó el cuadro de la Virgen de la Regla en la iglesia en 1735, pidió a Lauron encender dos velas ante la pintura; en cuanto las velas se iluminaron, el hombre quedó totalmente curado. Por su parte, en 1736 la ciudad se libró de una plaga de langostas que invadió Cebú; los insectos no dañaron a los habitantes, devorando en su lugar a las alimañas que perjudicaban los cultivos.
En 1912, Maria Ramos, quien tenía una parálisis cerebral y sufría fuertes convulsiones (estuvo a punto de morir en una ocasión), fue conducida a la iglesia y, a rastras, subió al altar para besar la imagen, tras lo cual se levantó sin ayuda y fue capaz de caminar por sí misma hasta la salida para asombro de todos. Pocos años después, en 1920, Remedios Cuenco, cuya hija padecía un grave problema intestinal, prometió donar una gran cantidad de diezmos en caso de que la Virgen intercediese por ella. Su petición fue cumplida y Cuenco donó un par de pendientes de diamantes que en la actualidad forman parte de los ornamentos de la imagen.
Una leyenda sostiene a su vez que un laberinto discurría desde la plaza de la ciudad hasta el sótano de la iglesia, afirmándose que quienes lo atravesaban lo hacían como acto de penitencia, llegando al otro extremo con una gran sensación de liberación espiritual y de que sus favores serían cumplidos. Este fue el caso de una matrona de Cebú que no tenía hijos y llevaba paralítica quince años; tras su peregrinación a Opon pudo volver a caminar, dando a luz un año después a un niño con una tez tan oscura como la de la Virgen de la Regla.

### Reliquia y coronación canónica
En 1909, el delegado apostólico en Filipinas Ambrosio Agius regaló a la imagen una valiosa reliquia consistente en un recipiente en cuyo interior se custodia un retal que se cree formaba parte de la túnica de la Virgen. Esta reliquia se convirtió rápidamente en objeto de veneración y peregrinación, siendo costumbre que la misma sea besada por los fieles.
El 27 de noviembre de 1954, el arzobispo Julio Rosales coronó la talla como culmen del Congreso Mariano Arquidiocesano de ese año, convirtiéndose Nuestra Señora de la Regla en la primera imagen de las islas Bisayas en obtener tal reconocimiento.

## Descripción
La imagen está modelada en base a la original ubicada en Chipiona. Tallada en madera oscura de Filipinas, la Virgen, de tez morena, sostiene al Niño Jesús al tiempo que lo ofrece a los fieles como acto de sacrificio. La talla está ricamente vestida con trajes donados por devotos y luce anillos, pendientes y una peluca de cabello natural. Por su parte, el Niño sostiene un orbe en su mano izquierda mientras que con la derecha imparte la bendición.

## Festividad y veneración
La fiesta de Nuestra Señora de la Regla se celebra el 21 de noviembre. Es habitual que se solicite su protección contra la violencia para las mujeres y los niños así como para que estos sean purificados, siendo el periodo de mayor devoción la tercera semana de noviembre.